# Rafford
Rafford est une localité de Moray, en Écosse.